# Ocotea imrayana
Ocotea imrayana är en lagerväxtart som beskrevs av Carl Christian Mez. Ocotea imrayana ingår i släktet Ocotea och familjen lagerväxter. Inga underarter finns listade i Catalogue of Life.